# Road Rock Vol. 1
Road Rock Vol. 1 è un album live di Neil Young, uscito nel 2000 e registrato nel corso del Music in Head tour 2000. Il primo live senza i Crazy Horse, realizzato con i Friends & Relatives ovvero, come dice il nome, una band composta tra gli altri dai vecchi amici Ben Keith, Duck Dunn, Spooner Oldham, Jim Keltner e Chrissie Hynde, dalla moglie Pegi e dalla sorella Astrid.
Tra i brani da segnalare la cover del famoso pezzo di Bob Dylan "All Along the Watchtower", "Fool For Your Love" pezzo inedito non reperibile da altre parti e una chilometrica versione di "Cowgirl In The Sand", forse la sua "incarnazione" definitiva.
L'album è passato quasi inosservato, in coerenza con la noncuranza dell'artitsta nei confronti del music business moderno.

## Tracce
Testi e musiche di Neil Young tranne "All Along The Watchtower" che è di Bob Dylan.
1. Cowgirl In The Sand – 18:00
2. Walk On – 4:30
3. Fool For Your Love – 3:06
4. Peace Of Mind – 5:00
5. Words – 11:00
6. Motorcycle Mama – 5:30
7. Tonight's The Night – 10:00
8. All Along The Watchtower – 7:50

## Musicisti
- Neil Young – guitar, piano, vocals
- Ben Keith – guitar, lap slide, pedal steel, vocals
- Spooner Oldham – piano, Wurlitzer electric piano, Hammond B3 organ
- Donald Dunn – bass
- Jim Keltner – drums, percussion
- Astrid Young – vocals
- Pegi Young – vocals
- Chrissie Hynde – guitar, vocals on "All Along The Watchtower"